# Psalm 43
Psalm 43 is een veelgezongen psalm uit de Psalmen in de Hebreeuwse Bijbel. Het eerste vers wordt gebruikt in het introïtusgezang van de zondag Judica in de vastentijd. Het vierde vers wordt vaak gebruikt bij de viering van het Heilig Avondmaal. De psalm wordt toegeschreven aan de kinderen van Korach. Het lijkt erop dat Psalm 43 een vervolg is op Psalm 42.

## Wetenswaardigheid
- Op het graf van 18 verzetsstrijders in Vlaardingen (ook wel genoemd; De Geuzen, bekend van het gedicht De achttien dooden) staat een regel uit Psalm 43:4 "Dan ga ik op tot Gods altaren". Dit zongen de geuzen op 13 maart 1941 vlak voor ze op de Waalsdorpervlakte werden gefusilleerd. Dit weten we door Bill Minco, hij behoorde eerst tot de achttien veroordeelden maar kreeg vanwege zijn jonge leeftijd met nog twee andere een alternatieve straf opgelegd.[2] Mede om deze reden wordt psalm 43 vaak gezongen tijdens de dodenherdenking op 4 mei.